# Ismaël Gharbi
Ismaël Gharbi Álvarez (* 10. April 2004 in Paris) ist ein spanisch-französischer Fußballspieler. Der offensive Mittelfeldspieler spielt seit seiner Jugend bei Paris Saint-Germain und ist für die Saison 2023/24 an den FC Stade Lausanne-Ouchy ausgeliehen.

## Karriere

### Verein
Gharbi begann seine Karriere 2010 im Jugendbereich vom Paris FC. 2016 wechselte er zum Stadtrivalen Paris Saint-Germain. Dort wurde er im April 2021 im Rahmen des Viertelfinalhinspiels der UEFA Champions League gegen den FC Bayern München erstmals für einen Spieltagskader der A-Mannschaft berücksichtigt. Sein Debüt folgte am Anfang der nächsten Saison im französischen Supercup gegen den OSC Lille als er beim Stand von 0:1 in der 81. Minute für Arnaud Kalimuendo eingewechselt wurde. Auch in der Ligue 1 erhielt er im Anschluss einige Kadernominierungen, da es jedoch für einen Einsatz zunächst nicht reichte, absolvierte er immer wieder Partien für die U19 in der UEFA Youth League und auch für die zweite Mannschaft. In der höchsten französischen Spielklasse war es schließlich am 36. Spieltag mit seinem ersten Einsatz soweit. Im Juni 2022 unterschrieb der Mittelfeldspieler seinen ersten Profivertrag. Die Saison 2022/23 begann für ihn in der U19 äußerst erfolgreich – so erzielte der Spanier in fünf Einsätzen in der Gruppenphase der Youth League sechs Tore und legte ein weiteres auf.
Für die Saison 2023/24 wechselte er per Leihe in die Schweiz zum FC Stade Lausanne-Ouchy.

### Nationalmannschaft
Gharbi absolvierte seine ersten Spiele für nationale Auswahlen im September 2021. Innerhalb der folgenden drei Monate kam er drei Mal für die französische U18 zum Einsatz. Im Juni 2022 wechselte er den Verband und debütierte für die spanische U18-Nationalmannschaft. Zwei Monate später folgten die ersten Einsätze für die U19 – neben zwei Freundschaftsspielen standen auch die ersten beiden Pflichtspiele im Rahmen der Qualifikation zur Europameisterschaft auf dem Plan.

## Titel
- Französischer Meister: 2022